# Dietrich Buxtehude
Dieterich Buxtehude (Dietrich ili Diderich) (vjerojatno Helsingborg, 1637. – Lübeck, 9. svibnja 1707.), njemačko-danski orguljaš i visoko cijenjen skladatelj baroknog perioda.
Njegovi orguljaški radovi čine glavni dio standardnog repertoara za orgulje i često se i danas izvode na recitalima i crkvenim službama. Skladao je raspon vokalnih i instrumentalnih skladbi, a njegov stil snažno je utjecao na mnoge skladatelje, među njima i Johanna Sebastiana Bacha. Buxtehude, zajedno s Heinrichom Schützom, danas se smatra najvažnijim njemačkim skladateljem srednjeg baroka.

## Život

### Ranije godine u Danskoj
Vjeruje se da mu je rodno ime Diderich Buxtehude. Stručnjaci se razilaze oko godine i mjesta njegova rođenja, iako većina sada prihvaća da je rođen 1637. godine u Helsingborgu, u najjužnijoj regiji današnje Švedske Skåne, koja je tada pripadala Danskoj. U njegovoj osmrtnici stoji kako je on "kao rodnu zemlju priznavao Dansku, odakle je došao u naše područje; živio je oko 70 godine".  No drugi tvrde da je rođen u Bad Oldeskoeu u Vojvodstvu Holstein, u današnjoj Njemačkoj, koja je u to doba bila dio Danskog Kraljevstva. Kasnije u životu je germanizirao ime i počeo potpisivati dokumente kao "Dieterich Buxtehude".

### Lübeck
Bio je orguljaš, prvo u Helsingborgu od 1657. do 1658., zatim u Elsinoru (Helsingør) od 1660. do 1668., te na kraju u crkvi Sv. Marije (Marienkirche) u Lübecku od 1668. Njegova služba u slobodnom carskom gradu Lübecku pružila mu je znatnu slobodu u glazbenoj karijeri i njegova autonomija bila je uzorom karijerama majstorima kasnijeg baroka kao što su Georg Friedrich Händel, Johann Mattheson, Georg Philipp Telemann i Johann Sebastian Bach. 1673. godine organizirao je serijal večernjih glazbenih koncerata poznatih kao Abendmusik, koje su privlačile glazbenike iz udaljenih krajeva, a ostali su u tradiciji crkve do 1810. 1703. godine Handel i Mattheson zajedno dolaze upoznati Buxtehudea koji je tada već bio star i spremao se za mirovinu. Ponudio im je svoje mjesto orguljaša pod uvjetom da onaj tko prihvati oženi njegovu najstariju kći Annu Margaretu. Obojica su ponudu odbili i otišli dan nakon dolaska. 1705. godine, J. S. Bach, tada mladić od 20 godina prepješačio je više od 400 kilometara od Arnstadta do Lübecka i tamo ostao gotovo tri mjeseca kako bi čuo Abendmusik, upoznao znamenitog orguljaša, čuo ga kako svira, i kako je Bach objasnio: "kako bi shvatio par stvari o njegovom umijeću".

### Utjecaj i ostavština
Iako je sačuvano preko 100 Buxtehudeovih vokalnih skladbi, vrlo malo ih se spominje u važnijim njemačkim zbirkama rukopisa iz tog perioda. Do ranog 20. stoljeća, Buxtehudea se smatralo prvenstveno skladateljem za klavijature.

## Radovi
Potpun popis: Dodatak:Popis skladbi Dietricha Buxtehudea.

### Uvod
Većinu Buxtehudeovog opusa čini vokalna glazba koja pokriva različite stilove, kao i skladbe za orgulje koje su većinom napisane za korale i velike sekcijske forme. Komorna glazba čini manji dio preživjelog opusa, iako je upravo 14 komornih sonata Buxtehude za života objavio. Nažalost, mnoge Buxtehudeove skladbe izgubljene su. Libreta za njegove oratorije, npr. su preživjela, ali ne i notni zapisi, što je pogotovo šteta, jer su njegovi njemački oratoriji vjerojatan uzor kasnijim radovima Johanna Sebastiana Bacha i Georga Philippa Telemanna.
Zbirka Gustafa Dübena i tzv. Libečke tablature A373 dva su najvažnija izvora Buxtehudeove vokalne glazbe. Prva uključuje nekoliko autograma, i u njemačkoj tablaturi za orgulje i u notnom zapisu. I jedna i druga zbirka vjerojatno su stvorene tijekom Buxtehuedovog života i s njegovom dozvolom. Kopije koje su napravili razni drugi skladatelji jedini su postojeći izvori njegovih orguljaških radova: skladbe za koral većinom su prenošene u kopijama Johanna Gottfrieda Walthera, dok se one Gottfrieda Lindemanna i druge usredotočuju na slobodne radove. Rukopis Johanna Christopha Bacha je pogotovo važan jer uključuje tri poznata ostinata i čuveni Preludij i chaconne u C-duru, BuxWV 137.  Iako je sam Buxtehude najvjerojatnije pisao u orguljaškoj tablaturi, većina njegovog rada u standardnom je notnom zapisu.

### Radovi za klavijature

#### Preludiji i tokate
19 orguljaških praeludia (preludija) iz jezgre Buxtehudeovog rada smatraju se njegovim najvažnijim doprinosom glazbenoj literaturi 17. stoljeća. U pitanju su sekcijske skladbe koje izmjenjuju dijelove sa slobodnim improvizacijama i strogo kontrapunktalnim izvođenjem, obično ili fuge ili skladbe napisane sličnom tehnikom; sve izrazito koriste pedale i svojstvene su orguljama. Ovi preludiji, zajedno s djelima Nikolausa Bruhnsa predstavljaju najvišu točku u razvoju sjevernonjemačkog orguljaškog preludija i tzv. stila stylus phantasticus. Nesumnjivo su među najjačim utjecajima J. S. Bacha čiji orguljaški preludiji, tokate i fuge vrlo često koriste slične tehnike.
Preludiji se vrlo razlikuju po stilu i strukturi i tako ih je teško kategorizirati. Strukturalno, obično postoji uvodni dio, fuga i postludij, ali se ova osnovna shema vrlo šesto proširuje: i BuxWV 137 i BuxWV 148 uključuju punokrvnu chaconne zajedno s dijelovima vrlo sličnim fugi i tokati. BuxWV141 sadrži dvije fuge, dijelove imitativnog kontrapunkta i dijelove s akordnim skladanjem. Nekoliko djela je po obujmu manje, npr. BuxWV 144 sastoji se samo od kratkog, uvodnog improvizacijskog preludija koji prati duža fuga. Ove sekcije mogu biti eksplicitno u notnom zapisu odijeljene ili tečno prelaziti jedna u drugu, gdje jedna završava, a druga počinje u istom taktu. Tekstura je gotovo uvijek barem troglasna, s manjim primjerima četveroglasne polifonije i povremenih sekcija s pet glasova (BuxWV 150 je jedan od istaknutih primjera, s peteroglasnom strukturom u kojoj dva glasa preuzimaju pedale.)
Uvodni dio uvijek je improvizacijski. Preludij gotovo bez iznimke počinje jednim motivom u jednom od glasova, koji potom drugi imitiraju u jednom ili dva takta. Nakon toga, uvod najčešće razrađuje taj motiv ili jedan njegov dio, ili pak jedan kratku melodijsku "klicu" koja zatim prelazi iz jednog glasa u drugi, po tro- ili četveroglasnoj strukturi, kako je prikazano u primjeru 1:
Povremeno uvod koristi paralelne terce, sekste itd. Npr. BuxWV 149 počinje s jednim glasom, nastavlja se paralelnim kontrapunktom kroz devet taktova da bi zatim prešao u strukturu kao što je ona u primjeru 1. Improvizacijski interludiji, slobodni dijelovi i postludiji mogu koristiti širok raspon tehnika, od raznovrsnih načina imitativnog skladanja, do raznih oblika nemotivske interakcije između glasova (arpeggia, akordni stil, figuracija preko pedalnog tona itd.) Oznake za tempo često su prisutne: Adagio dijelovi pisani u akordima cijelih nota ili polovinki, vivace i allegro imitacijski dijelovi i slično.
Broj fuga u preludiju varira između jedne i tri, ne računajući pseudofugalne slobodne sekcije. Fuge u pravilu sadrže četiri glasa, uz znatno korištenje pedala. Većina tema je srednje dužine (v. Primjer 2), često s određenim stupnjem odjeka (ponavljanje nota, pogotovo u BuxWV 148 i BuxWV 153), širokih skokova ili jednostavnih nizova šesnaestinki. Značajna iznimka je fuga iz BuxWV 145, koja sadrži šestotaktnu temu. Odgovori su obično tonalni, na stupnjevima između 1 i 5, s malo stvarne modulacije. Stretto i paralelni ulasci tu i tamo se koriste, s naglaskom na ove druge. Strukturno, Buxtehudeove fuge su niz ekspozicija, gdje se netematski materijal pojavljuje vrlo rijetko, ako uopće. No postoje varijacije u načinu na koji su građene: u prvoj i zadnjoj fugi iz BuxWV 136, drugi glas ne izlaže temu kao što je primjer u početnoj ekspoziciji; u BuxWV 153, druga ekspozicija koristi temu u invertiranom obliku, itd. Teme fuge određenog preludija mogu biti i povezane, kao u Frobergerovim i Frescobaldijevim kanconama i ricercarima (BuxWV 150, 152 itd.):
Fugalna procedura raspada se pri kraju fuge kada joj se dopušta slobodna sekcija, kao u primjeru 4:
Druge Buxtehudeove skladbe koje koriste slobodno skladanje i sekcijsku strukturu sadrže radove naslovljene kao toccata, praeambulum itd. Svi slu slični praeludia po građi i korištenim tehnikama, osim što neke skladbe ne koriste pedalne odlomke ili to čine na vrlo jednostavan način (pedalni ton koji traje kroz veći dio skladbe itd.) Poznata sklabda iz BuxWV 146, u rijetkoj ljestvici fis-mol - vjeruje se da je taj preludij Buxtehude skladao posebno za sebe i svoje orgulje, i da je imao svoj vlastiti način ugađanja instrumenta kako bi omogućio rijetko korištene tonalitete.

#### Postavi za korale
Gotovo svi postavi Buxtehudeovih korala mogu se svrstati u tri zasebne vrste: koralni preludiji, koralne fantazije i koralne varijacije. Koralni preludiji obično su četverodjelni cantus firmus od jedne strofe korala; melodija je prisutna u najvišem glasu i razrađene ukrašenosti. Tri niža glasa sudjeluju oblikom kontrapunkta koji nije nužno imitativan. Većina Buxtehudeovih koranih skladbi su u ovom obliku. Evo primjera iz korala Ein feste Burg ist unser Gott ("Jaka tvrđava naš je Bog"), BuxWV184:
Ukrašeni cantus firmus u ovim skladbama predstavlja značajnu razliku između njemačkih orguljaških škola sjevera i juga; Pachelbel i njegovi učenici gotovo uvijek ostavljaju koralnu melodiju neukrašenom.
Koralne fantazije (moderan izraz) su veće virtuozne sekcijske skladbe koje pokrivaju cijelu strofu teksta i po načinu na koji tekst obrađuju slične su koralnim koncertima: svaki stih razvija se zasebno, što dopušta tehnički i emocionalni kontrast u sekcijama iste skladbe. Prisutnost kontrastnih tekstura podsjeća na Buxtehudeove praeludia. Svaka sekcija blisko je povezana s tekstom pripadajućih odlomaka (kromatske izražavaju tugu, žig-fuge radost itd.) Primjeri uključuju Gelobet seist du, Jesu Christ BuxWV 188, Nun Freut euch, lieben Christen g'mein BuxWV210, Nun lob, mein Seel, den Herren BuxWV 213 i Wie schön leuchtet der Morgenstern, BuxWV 223. Buxtehudeove koralne varijacije obično su u tri ili dva glasa. Sastoje se od oko 3 do 4 varijacije od kojih samo jedna obično koristi pedal. Ovi radovi nisu toliko značajni u razvoju tog oblika i nisu tako napredni kao Pachelbelovi ili Böhmovi doprinosi tom žanru.
Skladbe koje ne padaju ni u jednu od ove tri vrste su Auf meinen lieben Gott BuxWV 179, koja je, posve neobično za to doba, plesna suita zasnovana na koralu. Tu su i skladbe zasnovane na napjevima (Magnifikati BuxWV 203-5 i Te Deum laudamus, BuxWV 218), koji su strukturalno slični koralnim fantazijama.

#### Ostinato
Tri djela s ostinato basom koje je Buxtehude skladao, dvije chaconne i passacaglia ne samo da predstavljaju, zajedno s Pachelbelovih šest chaconnea za orgulje, prelazak s tradicionalnog stila chaconne, nego su i prvi uistinu razvijeni sjevernonjemački doprinos u razvoju žanra. Među Buxtehudeovim su najpoznatijim radovima i utjecale su na brojne skladatelje nakon njega, među kojima je najistaknutiji Bach (čija passacaglia za orgulje je oblikovana prema Buxtehudeovima) i Brahms. Ova djela sadrže brojne povezane sekcije, s mnogo zaostajalica, promjene mjera i pravih modulacija (u kojima se ostinato transponira u drugi tonalitet).
Neki od preludija također koriste ostinato modele. Preludij u C-duru, BuxWV 137 počinje dugačkim, ekspresivnim solom, a ne završava ni postludijem arpeggia i ljestvica, nego sasvim punom (iako kratkom) chaconnom izgrađenom od prilično kompleksnog trotaktnog ostinata u pedalu:
Preludij u g-molu, BuxWV 148, u kojemu je ostinato izveden iz teme jedne od fugalnih sekcija, također završava na isti način. K tome, u drugom preludiju u g-molu, BuxWV 149, također se koristi sličan bas uzorak na početku skladbe.

#### Drugi radovi za klavijature
ostatak Buxtehudeove glazbe za klavijature ne koristi pedale. Od orguljaških radova je u Buxtehudeovom opusu samo nekoliko kancona za klavijature strogo kontrapunktalno, i vjerojatno su skladane radi poučavanja. Također postoji tri djela naslovljena kao fuge: samo prva, BuxWV 174 je prava fuga. BuxWV 175 je prije kancina (dvije fugalne sekcije na istu temu), dok je BuxWV 176 više nalik tipišnom Buxehudeovom preludiju u kojemu je početak, umjesto improvizacijske sekcije, početak fuga (i to samo za manuale).
Postoji također 19 suita za čembalo, kao i nekoliko nizova varijacija. Suite slijede standardni model: allemande - sarabande - courante - gigue, ponekad isključujući koji od stavaka ili uključujući parove istovrsnih stavaka. Kao i Frobergerovi, svi plesni stavci osim giguea koriste francuski lutnjistički stil brisé, sarabande i courante često su varijacije allemande. Gigue sadrži osnovni imitativni kontrapunkt, ali nikad ne ide tako daleko kao gigue-fuge iz koralnih fantazija ili fugalne skladanje vidljivo u orguljaškim preludijima. Moguće je da Buxtehudeove razvijenije skladbe za čembalo jednostavno nije preživjelo: u svojim rukopisima Mattheson spominje ciklus od sedam Buxtehudeovih suita koje oslikavaju prirodu planeta, ali su ta djela izgubljena.
Nekoliko serija arija s varijacijama su, što je iznenađujuće, puno razvijenije od orguljaških koralnih varijacija. BuxWV 250, La Capricciosa moguće je nadahnuta Bachovim "Goldberg varijacijama" BWV 988: obje sadrže 32 varijacije (uključujući i dvije arije iz "Goldberg varijacija"). Postoji određeni broj sličnosti u strukturi pojedinih stavaka; i jedni i drugi imaju varijacije na oblike raznih plesova, ili su i jedni i drugi u G-duru. Bach je bio upoznat s Buxtehudeovim radom i jako ga je cijenio.

## Snimci
Chaconne u e-molu za orgulje, BuxWV 160ⓘ
Buxtehude's Cantata BuxWV 104: Was frag ich nach der Weltⓘ
"Dialogus inter Christum et fidelem animam" - Wo ist doch mein Freund geblieben?ⓘ

### Komercijalna izdanja
- Glazba za orgulje
  - Rene Saorgin (cjelovito)
  - Peter Hurford
  - David Kinsela
  - Harald Vogel
  - Bine Katrine Bryndorf (produkcija u tijeku)
- Glazba za čembalo
  - Lars Ulrik Mortensen (BuxWV 243, 168, 238, 162, 250, 165, 223, 233, 176, 226, 249, 166, 179, 225, 247, 242, 174, 245, 171, 235, 170, 215)
  - Ton Koopman (produkcija u tijeku, kao dio Buxtehudeovog Opera omnia serijala: do sad je izdan 1. disk sa skladbama BuxWV 250, 230, 238, 233, 245, 235, 247, 228, 242, 226, 243, 234, 232)
- Kantate
  - 6 Cantatas (BuxWV 78, 62, 76, 31, 41, 15), Orchestra Anima Eterna & The Royal Consort, Collegium Vocale,

Jos van Immerseel — 1994 — Channel Classics, CCS 7895
- - Sacred Cantatas (BuxWV 47, 94, 56, 73, 174, 12, 48, 38, 60), Emma Kirkby et al, The Purcell Quartet — 2003 — Chandos Records Ltd, Chan 0691
  - Sacred Cantatas Vol. 2 (BuxWV 13, 92, 77, 17, 6, 71, 58, 37, 57), Emma Kirkby, Michael Chance, Charles Daniels, Peter Harvey, The Purcell Quartett — 2005 — Chandos Records Ltd, Chan 0723
  - Sacred Cantatas (BuxWV 104, 59, 97, 161, 107, 53, 64, 108), Matthew White, Katherine Hill, Paul Grindlay, Aradia Ensemble, Kevin Mallon — 2004 — Naxos 8.557041
  - Geistliche Kantaten (Sacred cantatas), Cantus Cölln, Konrad Junghänel, Harmonia Mundi France HMC 901629
  - O Gottes Stadt (BuxWV 87), Wo ist doch mein Freund geblieben? (BuxWV 111) and Herr, wenn ich nur dich habe (BuxWV 38), pjevaju Johannette Zomer, Peter Harvey u "Death and Devotion", Netherlands Bach Society, Jos van Veldhoven, Channel Classics, CCS SA 20804
  - Wacht! Euch zum Streit gefasset macht (Das jüngste Gericht) (BuxWV Anh.3) (Dieterich Buxtehude - Opera Omnia, Volume 2, Vocal Works 1), Ton Koopman, The Amsterdam Baroque Orchestra & Choir, Antoine Marchand Records, CC72241
  - Membra Jesu Nostri, Monteverdi Choir, English Baroque Soloists, Fretwork, John Eliot Gardiner, Archiv Produktion 447 298-2
  - Membra Jesu Nostri, Netherlands Bach Society, Jos van Veldhoven (cond), pjevaju Anne Grimm, Johannette Zomer soprani, Peter de Groot kontratenor, Andrew Tortise tenor, Bas Ramselaar bas (solisti djeluju kao zbor), Channel Classics CCS SA 24006; također sadrži Fried- und Freudenreiche Hinfahrth (BuxWV 76), serijal od dvije arije, a pjeva ih Johannette Zomer
  - Membra Jesu Nostri, Ton Koopman, Erato 2292-45295-2
  - Membra Jesu Nostri, Masaaki Suzuki, Bach Collegium Japan, Bis Records CD-871
  - Membra Jesu Nostri, Konrad Junghänel, Cantus Cölln, Harmonia Mundi, HMC 901912

### Izdanja (note)
Glazba za orgulje
- Broude Brothers
- Breitkopf (Klaus Beckmann)
- Bärenreiter (Christoph Albrecht)
- Hansen (Josef Hedar)
- Dover (izdanja djela u javnom vlasništvu)